# フラジオレット
フラジオレットまたはフラジョレット (flageolet, flagioletto) は、西洋音楽において、各種の楽器の特殊奏法の一つ、あるいはその特殊な奏法により出される音である。
特定の倍音が浮き立つように発生させ、それを基音のように聞かせることで、楽器のフラジオレットの特徴ある音色に似せた柔和な音を出す。フラジオレットに似せた音からこの名となった。倍音が発生するよう発音していることから、英語ではハーモニクス、日本語では倍音奏法・ハーモニクス奏法とも言う。
様々な楽器においてそれぞれ独特のフラジオレットがあり、それは古くから、楽器の表情を多彩にするための基本的な特殊奏法だった。したがって、奏者が必ず身に着けなければならない基本的な奏法として普及し定着し、特殊奏法とは呼ばないほどだった。

## 木管楽器でのフラジオレット
英語ではハーモニクス、日本語では倍音奏法とも言うほか、オーバーブロー（overblow）とも言う。

### フルート属でのフラジオレット
パイプオルガンでよく使用されるストップ（音色）に「フラジオレット」がある。これは、管の中央に風が抜ける穴を開けてあり、管長に対して第二倍音を聞かせるような発音がなされる意匠のストップである。これと同様に、フルート属でのフラジオレットは吹き方を変えて第二倍音を聞かせる手法が一般的だが、第二倍音よりも高い倍音を聞かせる場合も多種あり、その表情は、強音で多くの噪音を含むものもある。

## 金管楽器でのフラジオレット
金管楽器においては通常聞いている音は倍音であり、基音は英語でペダル・ノートと称され、逆にペダル・ノートの方が珍しい位置づけのようにされているが、実際にはペダル・ノートが楽器本来の音であり、様々な倍音を奏することで金管楽器からあらゆる音が得られるようになっている。金管楽器においてはハーモニクスが通常の音であることから、金管楽器でフラジオレットやハーモニクスと呼ぶ特殊な奏法はない。

## ヴァイオリン属楽器でのフラジオレット
弦を指板にまで押さえつけず軽く触れる程度で弾くと、触れた箇所を節とする倍音だけが鳴る（触れた箇所が腹となる振動が抑制される）。これがフラジオレット奏法である。音によっては、高次倍音が通常の奏法より発生せず純音に近い音になるものも見受けられる。中音と高音におけるフラジオレットの特色は異なり、中音におけるフラジオレットは噪音の領域ともみなされるサラサラという高次倍音を僅かに含む柔和な音色が特徴であるが、高音におけるフラジオレットは通常の奏法による高音よりも柔和な音色で、中音におけるフラジオレットのようには多くの噪音を含まず、透明感のある魅惑的な美音を聴く者に印象づける表現力を有している。この奏法を楽譜上で示す記号は、○を音符の「玉」の「棒」とは反対側に添える。

### 自然フラジオレット（ナチュラル・ハーモニクス）
開放弦の2等分点、3等分点、4等分点（のうち、2等分点と重なるところを除く）（並びに、希に5等分点）に軽く触れて出すフラジオレットを自然フラジオレットという。
2等分点開放弦の第2倍音、すなわち開放弦の1オクターブ上の音が出る。触れるところは、強く押さえると開放弦の1オクターブ上の音が出る部分である。（実際には軽く触れるだけで、指の位置が駒の方に若干移動する。以下同じ）
3等分点開放弦の第3倍音、すなわち開放弦の1オクターブと完全5度上の音が出る。触れるところは、強く押さえると開放弦の1オクターブと完全5度上の音が出る部分、または開放弦の完全5度上の音が出る部分である。後者の場合、楽譜では完全5度上の音に相当する音を◇で表示する（実際に出る音は書かない）。
4等分点開放弦の第4倍音、すなわち開放弦の2オクターブ上の音が出る。触れるところは、強く押さえると開放弦の2オクターブ上の音が出る部分、または開放弦の完全4度上の音が出る部分である。後者の場合、楽譜では完全4度上の音に相当する音を◇で表示する（実際に出る音は書かない）。
5等分点あまり使われない。開放弦の第5倍音、すなわち開放弦の2オクターブと長3度上の音が出る。触れるところは、強く押さえると開放弦の2オクターブと長3度上の音が出る部分、または開放弦の長3度上の音が出る部分である。理論上、他にも2点あるが、使うことは滅多にない。

### 人工フラジオレット（アーティフィシャル・ハーモニクス）
開放弦ではなく、指を押さえた上で、余った指で弦の4等分点に触れる奏法を人工フラジオレットと呼ぶ。普通、（左手の）人差し指で弦を強く押さえ、強く押さえればその完全4度上の音が出る部分に、小指で軽く触れる。出る音は、強く押さえた指の音の2オクターブ上の音である。楽譜では、強く押さえる音を普通の音符で書き、その完全4度上の音に相当する音を◇で表示する（実際に出る音は書かない）。
まれに、弦の3等分点に触れる奏法が用いられる。完全5度上に軽く触れることで1オクターブと完全5度上の音が出る。

### ダブル・ハーモニクス
主にナチュラル・ハーモニクスと、アーティフィシャル・ハーモニクスを同時に弾いて、ハーモニクスで重音をつくる奏法。綺麗に演奏するには指や手のサイズの影響する所が大きい上に、演奏環境によっては、完璧に決まらない事がある等、ヴァイオリンにおける超高難度の奏法。

## ギターでのフラジオレット(ハーモニクス)
ギターの場合、フラジオレットではなくハーモニクスとよばれる。
弦長の1/n（nは任意の正整数）の位置にあるフレットに軽く触れた状態で弾弦するとハーモニクス音を出すことができる。例えば弦長の1/2は12フレット（以下f）、1/3は7fと19f、1/4は5fと24fである。フレット位置が異なってもnが同じ場合（例えば7fと19fや、5fと24f）、倍音は同音高になる。
クラシックギター、アコースティックギターで主に使われるのは5f、7f、12fでの倍音であり、4f、9fでの倍音も比較的よく使われる。エレキギターでは他のギターと比べてフレット数が多いため更にさまざまな位置が使われる。
正しく設計されたギターでは、12fのハーモニクス音と12fを押さえた音は多少音質が違うもののほぼ同音高になる（ギターのフレット位置の良否の目安となる）。

### ハーモニクス・エフェクト（ピッキング・ハーモニクス）
エレキギターの奏法。弦を弾く際にピックを持った親指を弦に一瞬触れさせて、倍音を出す。押さえたフレットからブリッジまでの間の1/nの位置で弾くと倍音を出しやすい。ジャズにおいては押さえたフレットとブリッジの中間点を弾き、正確に1オクターブ上の音を出す奏法が好まれ、ロック、ヘヴィーメタルにおいてはネックに近いポジションを押弦し、ブリッジに近いポジションを弾き、音階を意識せず高音を出す奏法が好まれる。

### タッチ・ハーモニクス
主にエレキギターで使われる奏法。任意のフレットを押さえて（開放弦でも可）発音した後に、右手の中指などで弦に軽く触れて倍音を出す。タッピング奏法の派生技といえる。1/2の位置を軽く触れるのが最も弦の振動を弱めずに済み、倍音を出しやすい。
ハーモニクスをアーミングの前後に用いることも可能である。また、ピッキング・ハーモニクスやタッチ・ハーモニクスはチョーキングの前後にも用いることができる。